# Anatella umbraculiforma
Anatella umbraculiforma är en tvåvingeart som beskrevs av Ostroverkhova 1974. Anatella umbraculiforma ingår i släktet Anatella och familjen svampmyggor. Inga underarter finns listade i Catalogue of Life.